# رافائل آنخل کالدرون فورنیه
رافائل آنخل کالدرون فورنیه (اسپانیایی: Rafael Ángel Calderón Fournier‎؛ زادهٔ ۱۴ مارس ۱۹۴۹) یک وکیل و سیاستمدار کاستاریکایی است که از ۸ مه ۱۹۹۰ تا ۸ مه ۱۹۹۴ رئیس‌جمهور این کشور بود.